# Demolingüística

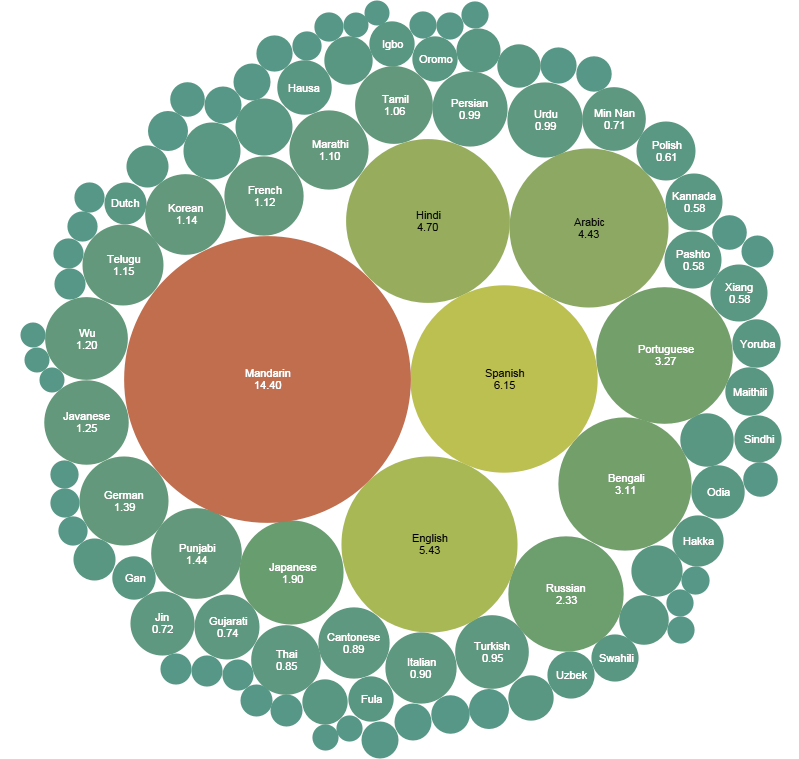
Idiomes per nombre de parlants nadius speakers

La demolingüística analitza la dimensió, l'estructura, l'evolució i les característiques generals dels grups lingüístics, considerats des d'un punt de vista quantitatiu. La demolingüística estudia estadísticament l'estructura i la dinàmica dels grups lingüístic i les lleis que regeixen aquests fenòmens.
Els límits amb la sociologia de la llengua són òbviament difusos, tot i que la demolingüística se centra en l'anàlisi dels fluxos i els contingents dels grups lingüístics.
La demolingüística estudia, des d'una perspectiva macrosociològica, la mida, el repartiment i la dinàmica dels grups lingüístics, definits per variables com els coneixements, l'adquisició i els usos de les diferents llengües en presència. La matèria es troba a la confluència de la demografia i de la sociologia de la llengua. La recerca demolingüística s'efectua a partir de reculls de dades poblacionals que contenen informació lingüística, com són els censos amb preguntes sobre llengües i les enquestes quantitatives que també en tenen.
Els principals centres de recerca en demolingüística als territoris de llengua catalana són la Xarxa CRUSCAT-IEC (Informe sobre la situació de la llengua catalana, de periodicitat anual) i el Centre Universitari de Sociolingüística i Comunicació de la Universitat de Barcelona.